# Théâtre d'opérations cambodgien pendant la guerre du Vietnam
Batailles
Guerre civile cambodgienne (1967-1975) - Opération Menu - Opérations américaines et sud-vietnamiennes - Opération X - Opération Freedom Deal -  Opération Eagle Pull - Incident du Mayagüez
Ancien protectorat français intégré à l'Indochine française, le Cambodge acquit son indépendance le 9 novembre 1953, après la fin de la guerre d'Indochine sanctionnée par la signature des accords de Genève qui avaient également officialisé sa neutralité dans le cadre de la géopolitique régionale.

## Contexte historique
Bien que les États-Unis aient eu connaissance de la présence de sanctuaires Vietcong/Nord-vietnamiens au Cambodge dès 1966, le président Lyndon B. Johnson avait choisi de ne pas les attaquer en raison d'éventuelles répercussions internationales et de sa conviction que Sihanouk pouvait être amené à modifier sa politique. Johnson avait toutefois autorisé les équipes de reconnaissance du très secret Vietnam Studies and Observations Group (SOG) du Military Assistance Command à entrer au Cambodge pour recueillir des renseignements sur ces bases en 1967. L'élection de Richard Nixon en 1968 et l'introduction de sa politique de désengagement progressif des États-Unis du Sud-Vietnam et de la vietnamisation du conflit allait tout changer.

## L'opérationMenu
Article détaillé: Operation Menu
Le 18 mars 1969, suivant les ordres secrets de Nixon, 59 bombardiers B-52 Stratofortress de l'US Air Force bombardèrent la Base 353, située dans la région dite « de l'hameçon » face à la province sud-vietnamienne de Tây Ninh. Cette frappe fut la première d'une série d'attaques sur les sanctuaires qui dura jusqu'en mai 1970. Au cours de l'opération Menu, l'Air Force effectua 3 875 sorties et lâcha plus de 108 000 tonnes de munitions sur les zones frontalières orientales.
Les bombardements de l'opération Menu demeurèrent ignorés du Congrès et du peuple américains jusqu'en 1973.

## Les États-Unis et la guerre civile au Cambodge (1971-1975)
L'objectif de la campagne était la défaite des quelque 40 000 soldats de l'armée populaire vietnamienne et du Việt Cộng qui s'étaient installés dans les régions frontalières de l'est du Cambodge.

## Épisode final : l'incident du Mayagüez

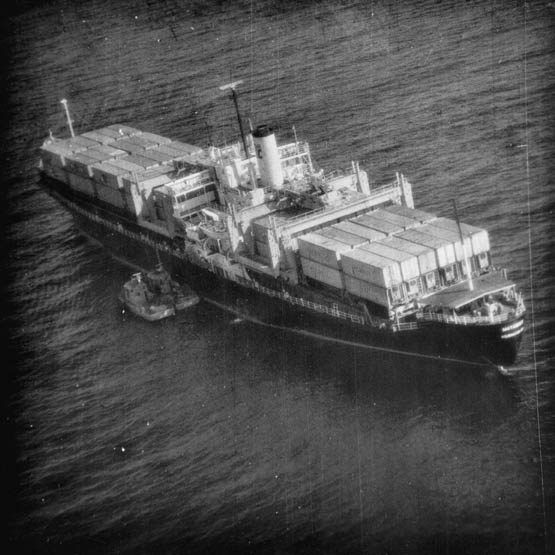
Le Mayagüez abordé par deux cannonières khmers rouges (mai 1975)

### Documents gouvernementaux inédits
- Military Assistance Command, Vietnam, Command History 1967, Annex F. Saigon, 1968.

### Documents gouvernementaux publiés
- Gilster, Herman L. The Air War in Southeast Asia: Case Studies of Selected Campaigns. Maxwell Air Force Base AL: Air University Press, 1993.
- Military Institute of Vietnam, Victory in Vietnam: The Official History of the People's Army of Vietnam, 1954–1975. Lawrence KS: University of Kansas Press, 2002.
- Lamy, Colonel Perry L. Barrel Roll, 1968–1973: An Air Campaign in Support of National Policy. Maxwell Air Force Base AL: Air University Press, 1995.
- Nalty, Bernard C. Air War Over South Vietnam: 1968–1975. Washington DC: Air Force History and Museums Program, 2000.
- Nalty, Bernard C. War Against Trucks: Aerial Interdiction in Southern Laos, 1968–1972. Washington DC: Air Force History and Museums Program, 2005.
- Sutsakhan, Lieutenant General Sak, The Khmer Republic at War and the Final Collapse. Washington DC: United States Army Center of Military History, 1984.
- Tho, Brigadier General Tran Dinh, The Cambodian Incursion. Washington DC: United States Army Center of Military History, 1979.
- (en) David Porter Chandler, The Tragedy of Cambodian History : Politics, War, and Revolution Since 1945, Yale University Press, 2 août 1993, 414 p. (ISBN 9780300057522, présentation en ligne).
- Deac, Wilfred, Road to the Killing Fields: The Cambodian Civil War of 1970–1975. College Station TX: Texas A&M University, 1997.
- Fulghum, David, Terrence Maitland, et al. South Vietnam on Trial: Mid-1970–1972. Boston; boston Publishing Company, 1984.
- Gitlin, Todd, The Sixties: Years of Hope, Days of Rage. New York: Bantam Books, 1987.
- Karnow, Stanley, Vietnam: A History. New York: Viking Books, 1983.
- Kennedy, Denis, Tracks in the Jungle in The Army at War. Boston: Boston Publishing Company, 1987.
- Lipsman, Samuel, Edward Doyle, et al. Fighting for Time: 1969–1970. Boston: Boston Publishing Company, 1983.
- Morocco, John, Operation Menu in War in the Shadows. Boston: Boston Publishing Company, 1988.
- Morocco, John, Rain of Fire: Air War, 1969–1973 Boston: Boston Publishing Company, 1985.
- Nolan, Keith W. Into Cambodia: Spring Campaign, Summer Offensive, 1970. Novato CA: Presidio Press, 1990.
- (en) Dave Richard Palmer, Summons of the Trumpet : The History of the Vietnam War from a Military Man's Viewpoint, New York, Ballentine, 1978 (réimpr. 1984), 354 p. (ISBN 0-345-31583-9 et 978-0345315830)
- Prados, John, The Blood Road: The Ho Chi Minh Trail and the Vietnam War. New York: John Wiley and Sons, 1998.
- Shaw, John M. The Cambodian Campaign: The 1970 Offensive and America's Vietnam War. Lawrence KS: University of Kansas Press, 2005.
- Shawcross, William, Sideshow: Kissinger, Nixon and the Destruction of Cambodia. New York: Washington Square Books, 1979.
- (en) Lewis Sorley, A Better War : The Unexamined Victories and Final Tragedy of America's Last Years in Vietnam, New York, Harvest Books, 1999, 507 p. (ISBN 0-15-601309-6)
- (en) Shelby L. Stanton, The Rise and Fall of an American Army : U.S. Ground Forces in Vietnam, 1965–1973, New York, Dell, 1985, 411 p. (ISBN 0-89141-232-8)
- (en) Tảng Truong Như, David Chanoff et Van Toai Doan, A Vietcong memoir, Harcourt Brace Jovanovich, 1985, 350 p. (ISBN 978-0-15-193636-6)

### Couverture du Time Magazine
- (en) « Upsetting the Balance », Time Magazine,‎ 23 mars 1970 (lire en ligne, consulté le 10 avril 2007)
- (en) « Danger and Opportunity in Indochina », Time Magazine,‎ 30 mars 1970 (lire en ligne, consulté le 10 avril 2007)
- (en) « The Royal Jugglers of Southeast Asia », Time Magazine,‎ 30 mars 1970 (lire en ligne, consulté le 10 avril 2007)
- (en) « Mounting Uneasiness in Southeast Asia », Time Magazine,‎ 6 avril 1970 (lire en ligne, consulté le 10 avril 2007)
- (en) « The Nixon Doctrine's Test in Indochina », Time Magazine,‎ 13 avril 1970 (lire en ligne, consulté le 10 avril 2007)
- (en) « The Three-Theater War », Time Magazine,‎ 13 avril 1970 (lire en ligne, consulté le 10 avril 2007)
- (en) « Indochina's Crumbling Frontiers », Time Magazine,‎ 20 avril 1970 (lire en ligne, consulté le 10 avril 2007)
- (en) « A New Horror in Indochina », Time Magazine,‎ 27 avril 1970 (lire en ligne, consulté le 10 avril 2007)
- (en) « Cambodia: Communists on the Rampage », Time Magazine,‎ 4 mai 1970 (lire en ligne, consulté le 10 avril 2007)
- (en) « Between the Lines », Time Magazine,‎ 4 mai 1970 (lire en ligne, consulté le 10 avril 2007)
- (en) « The New Burdens of War », Time Magazine,‎ 11 mai 1970 (lire en ligne, consulté le 10 avril 2007)
- (en) « At War with War », Time Magazine,‎ 18 mai 1970 (lire en ligne, consulté le 10 avril 2007)
- (en) « In Search of an Elusive Foe », Time Magazine,‎ 18 mai 1970 (lire en ligne, consulté le 10 avril 2007)
- (en) « Ten Days--or Ten Years », Time Magazine,‎ 18 mai 1970 (lire en ligne, consulté le 10 avril 2007)
- (en) « Congress v. the President », Time Magazine,‎ 25 mai 1970 (lire en ligne, consulté le 10 avril 2007)
- (en) « Cambodia: Now It's 'Operation Buy Time Magazine' », Time Magazine,‎ 25 mai 1970 (lire en ligne, consulté le 10 avril 2007)
- (en) « Exodus on the Mekong », Time Magazine,‎ 25 mai 1970 (lire en ligne, consulté le 10 avril 2007)
- (en) « Nixon's Campaign for Confidence », Time Magazine,‎ 25 mai 1970 (lire en ligne, consulté le 10 avril 2007)
- (en) « Cambodia: Toward War by Proxy », Time Magazine,‎ 1er juin 1970 (lire en ligne, consulté le 10 avril 2007)
- (en) « The Senate: Unloving Acts », Time Magazine,‎ 1er juin 1970 (lire en ligne, consulté le 10 avril 2007)
- (en) « The Widening Cracks in Nixon's Cabinet », Time Magazine,‎ 1er juin 1970 (lire en ligne, consulté le 10 avril 2007)
- (en) « Cambodia: A Cocky New ARVN », Time Magazine,‎ 8 juin 1970 (lire en ligne, consulté le 10 avril 2007)
- (en) « Indochina: More and More Fighters », Time Magazine,‎ 15 juin 1970 (lire en ligne, consulté le 10 avril 2007)
- (en) « No Confidence on Cambodia », Time Magazine,‎ 22 juin 1970 (lire en ligne, consulté le 10 avril 2007)
- (en) « Indochina: The Rising Tide of War », Time Magazine,‎ 22 juin 1970 (lire en ligne, consulté le 10 avril 2007)
- (en) « New Dangers in Cambodia », Time Magazine,‎ 29 juin 1970 (lire en ligne, consulté le 10 avril 2007)
- (en) « The Cambodian Venture: An Assessment », Time Magazine,‎ 6 juillet 1970 (lire en ligne, consulté le 10 avril 2007)
- (en) « Cambodia: Struggle for Survival », Time Magazine,‎ 13 juillet 1970 (lire en ligne, consulté le 10 avril 2007)
- (en) « Winding Up the Cambodian Hard Sell », Time Magazine,‎ 13 juillet 1970 (lire en ligne, consulté le 10 avril 2007)
- (en) « Gloom in the Land of Smiles », Time Magazine,‎ 27 juillet 1970 (lire en ligne, consulté le 10 avril 2007)
- (en) « The Discreet US Presence », Time Magazine,‎ 3 août 1970 (lire en ligne, consulté le 10 avril 2007)